# Jesse James Keitel
Pour les articles homonymes, voir Keitel.
Jesse James Keitel, née le 26 juin 1993 à Long Island (État de New York), est une actrice américaine. Elle est notamment connue pour son rôle dans la série télévisée Big Sky.

## Carrière
En 2021, elle est annoncée au casting de la série télévisée Queer as Folk prévue pour juin 2022. Elle incarnera Ruthie, une fêtarde transgenre.

## Filmographie

### Cinéma
- 2018 : Alex Strangelove : Sydney
- 2019 : Fluidity : Kevin

### Télévision

#### Séries télévisées
- 2016 : Primetime : What Would You Do ? : l'ado gay
- 2017 : House of Dreams : l'artilleur ambigu
- 2018 : Younger : Tam
- 2020 : Map of Brooklyn : Becca
- 2020 : Forever Alone : Adrian (6 épisodes)
- 2020–2022 : Big Sky : Jerrie Kennedy (rôle principal, 22 épisodes)
- 2022 : Queer as Folk : Ruthie (rôle principal, 8 épisodes)
- 2022 : Star Trek: Strange New Worlds : Dr. Aspen (1 épisode)